# Касивара, Масаки
Маса́ки Касива́ра (яп. 柏原 正樹, англ. Masaki Kashiwara, Кашивара, род. 30 января 1947) — японский математик, внёсший заметный вклад в создание и становление алгебраического анализа, лауреат Абелевской премии (2025).
В рамках трудов по алгебраическому анализу разработал технику микролокального анализа; развивал направление с использованием средств теории Ходжа и теории пучков; создал теорию {\displaystyle D}-модулей. Вклад в теорию представлений — открытие понятия кристаллического базиса. Среди результатов, получивших имя учёного — теорема Касивары о конструктивности, теорема Касивары об индексе, операторы Касивары.
Обучался в университете Токио под руководством Микио Сато. Вместе они создали основы теории систем линейных дифференциальных уравнений с аналитическими коэффициентами. Основные идеи их подхода следовали когомологическому подходу Гротендика с теорией схемы Бернштейна. Активно сотрудничал также с французским математиком Пьером Шапира́.
В магистерской диссертации (1969 год) заложил основы теории {\displaystyle D}-модулей. Позднее в докторской диссертации (1974 год, Киотский университет) доказал рациональность корней {\displaystyle b}-функций (многчленов Бернштейна — Сато). С 1971 года был ассистентом в киотском Институте математических исследований, доцент с 1973 года, профессор с 1984 года. В периоды 2001—2003 и 2007—2009 годов был директором института.
В 1977—1978 годах работал в американском Институте перспективных исследований.
Член Академии Японии, иностранный член Французской академии наук (2002). На период 2003—2006 был избран вице-президентом Международного математического союза.
Отмечен множеством наград и премий, в том числе премией Асахи (1987), премией Черна (2018), премией Киото (2018), Абелевской премии (2025).

## Избранная библиография
- Seminar on micro-local analysis / by Victor W. Guillemin, Masaki Kashiwara, and Takahiro Kawai (1979), ISBN 978-0691082325
- Systems of microdifferential equations / Masaki Kashiwara; notes and translation by Teresa Monteiro Fernandes; introduction by Jean-Luc Brylinski (1983), ISBN 978-0817631383
- Introduction to microlocal analysis / M. Kashiwara (1986)
- Foundations of algebraic analysis / by Masaki Kashiwara, Takahiro Kawai, and Tatsuo Kimura; translated by Goro Kato (1986), ISBN 978-0691084138
- Algebraic analysis : papers dedicated to Professor Mikio Sato on the occasion of his sixtieth birthday / edited by Masaki Kashiwara, Takahiro Kawai (1988), ISBN 978-0124004665
- Sheaves on manifolds : with a short history <Les débuts de la théorie des faisceaux> by Christian Houzel / Masaki Kashiwara, Pierre Schapira (1990), ISBN 978-3540518617
- Topological field theory, primitive forms and related topics / Masaki Kashiwara et al.(1998), ISBN 978-0817639754
- Physical combinatorics / Masaki Kashiwara, Tetsuji Miwa, editors (2000), ISBN 978-1461271215
- MathPhys Odyssey 2001 : integrable models and beyond : in honor of Barry M. McCoy / Masaki Kashiwara, Tetsuji Miwa, editors (2002), ISBN 978-0817642600
- D-modules and microlocal calculus / Masaki Kashiwara; translated by Mutsumi Saito (2003), ISBN 978-0821827666
- Categories and sheaves / Masaki Kashiwara, Pierre Schapira (2006), ISBN 978-3540279495
- Касивара Масаки. Пучки на многообразиях / М. Касивара, П. Шапира; Пер. с англ. и фр. Ю. Ю. Кочеткова, В. Е. Назайкинского; Под ред. Б. Ю. Стернина. — М. : Мир, 1997. — 655 с. ISBN 5-03-003116-2.